# Hồ Ly
Chòm sao Hồ Ly, (chữ Hán: 狐狸, nghĩa: con cáo; tiếng La Tinh: Vulpecula /vʌlˈpɛkjʊlə/) là một trong 88 chòm sao hiện đại, mang hình ảnh con cáo.
Chòm sao này có diện tích 278 độ vuông, nằm trên thiên cầu bắc, chiếm vị trí thứ 54 trong danh sách các chòm sao theo diện tích.
Chòm sao Hồ Ly nằm kề các chòm sao Thiên Nga, Thiên Cầm, Vũ Tiên, Thiên Tiễn, Hải Đồn, Phi Mã.

## Thiên thể
Các thiên thể đáng quan tâm
- Tinh vân hành tinh Quả Tạ, ký hiệu: M 27
- Cụm sao mở NGC 6940, Cr399